# Glyphoderus centralis
Glyphoderus centralis är en skalbaggsart som beskrevs av Hermann Burmeister 1873. Glyphoderus centralis ingår i släktet Glyphoderus och familjen bladhorningar. Inga underarter finns listade i Catalogue of Life.